# 486. п. н. е.

## Смрти
- Сидарта Гаутама Буда - индијски краљевић и учитељ, оснивач будизма.